# NGC 7020
NGC 7020 (NGC 7021) je lećasta galaktika u zviježđu Paunu. Naknadno je utvrđeno da je NGC 7021 ista galaktika.

## Vanjske poveznice
- (engl.) SEDS: NGC 7020
- (engl.) Hartmut Frommert: Revidirani Novi opći katalog
- (engl.) Izvangalaktička baza podataka NASA-e i IPAC-a
- (engl.) Astronomska baza podataka SIMBAD
- (engl.) VizieR
- DSS-ova slika NGC 7020  Arhivirana inačica izvorne stranice od 29. ožujka 2016. (Wayback Machine)
- (engl.) Auke Slotegraaf: NGC 7020 Deep Sky Observer's Companion
- (engl.) Courtney Seligman: Objekti Novog općeg kataloga: NGC 7000 - 7049